# Bruidsschat

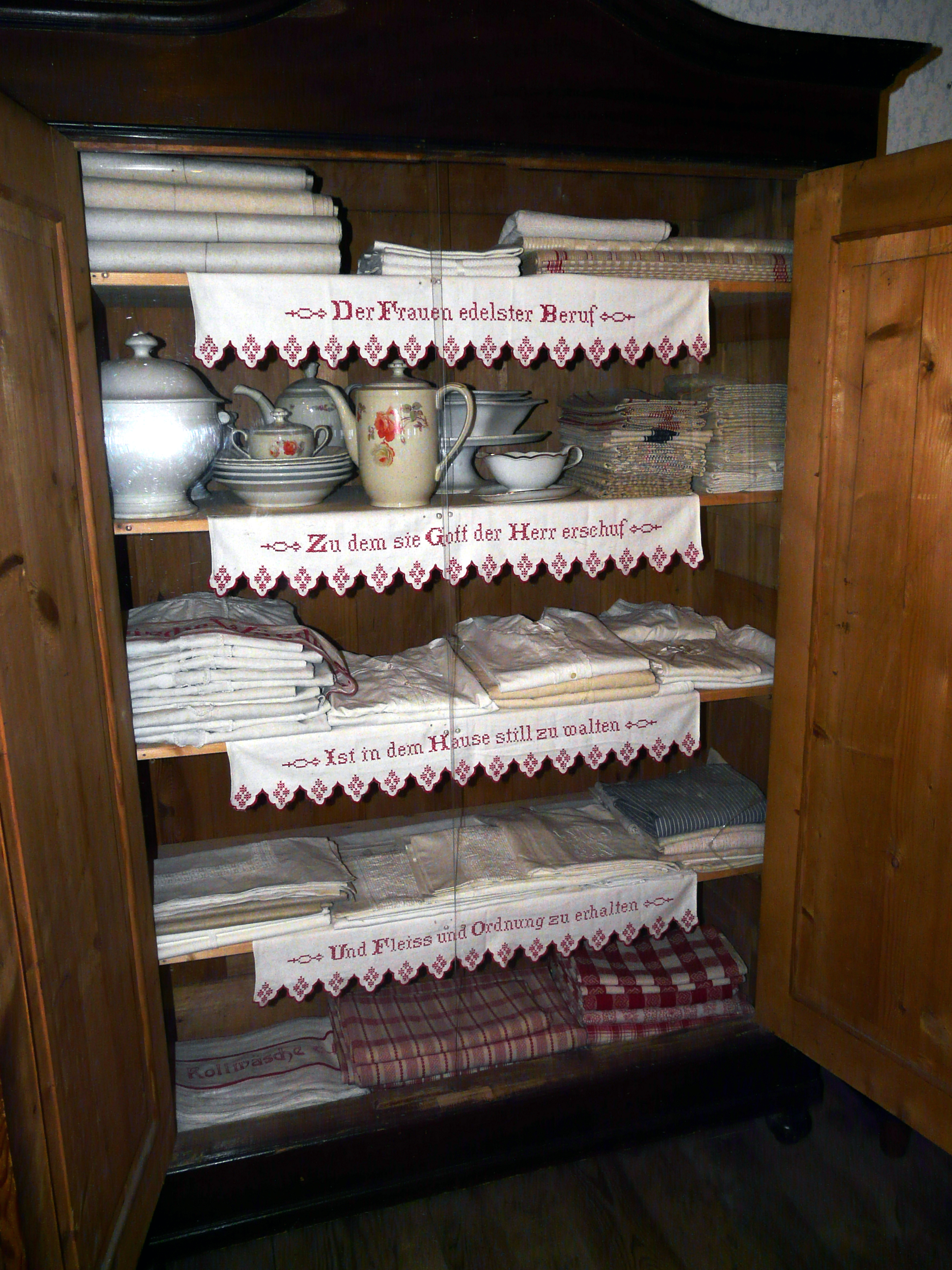
Traditioneel Duits bruidsschatkabinet. Deutsches Schuhmuseum Hauenstein, Hauenstein

Een bruidsschat of medegave is geld of goed dat in sommige culturen een bruid meebrengt als ze in het huwelijk treedt. Het is de gift die door de vader van de bruid, of na diens overlijden door haar oudste broer, meegegeven werd in het huwelijk.
De bruidsschat bestaat meestal uit een combinatie van een uitzet en geld. De hoogte ervan wordt bepaald door onderhandelingen tussen de twee families. Een beter opgeleide man zou een hogere bruidsschat kunnen eisen: de familie (verwanten) van de bruid moet soms veel geld lenen om hun dochter te kunnen uithuwelijken.

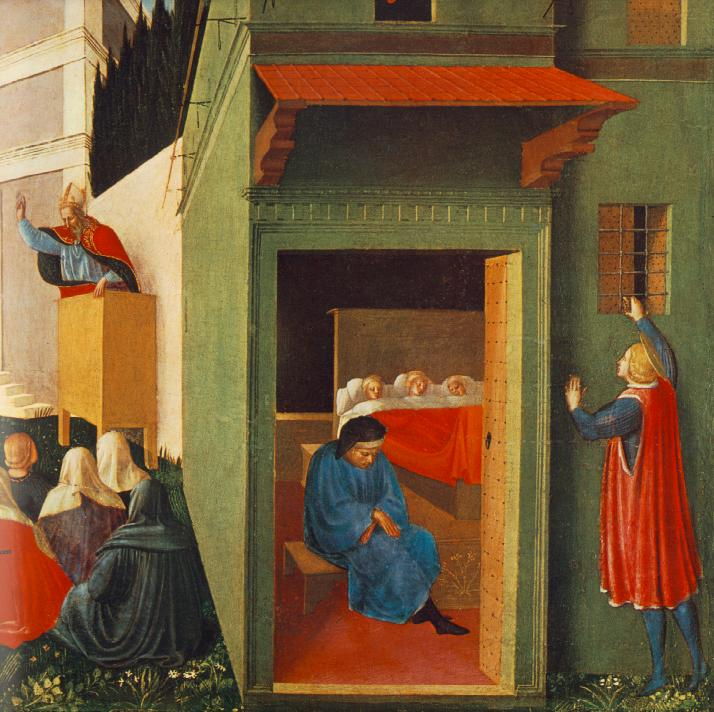
Nicolaas van Myra geeft de bruidsschat aan de drie arme meisjes, ca. 1437

In landen als India en Pakistan is het meegeven van een bruidsschat verboden, maar is het een nog vaak voorkomend gebruik. Een bruidsschatmoord is een misdaad waarbij vrouwen of schoondochters worden vermoord als de bruidsschat onvoldoende is. Dit gebeurt vooral in India, maar ook in Pakistan en Bangladesh. 
Ook in West-Afrika is de gift van een bruidsschat door de familie van het meisje gebruikelijk.
In bruidsschatmaatschappijen kan deze traditionele uitgave grote problemen veroorzaken voor arme ouders, die het zich in het ergste geval niet kunnen veroorloven hun dochters te laten trouwen.

## Bruidsprijs
Als de bruidegom geld of goederen betaalt aan de (familie van de) bruid, heet dit een bruidsprijs. In de islam betaalt de bruidegom een bruidsprijs (mahr) aan de bruid. In een moderne omgeving is dit meestal een symbolisch bedrag, bijvoorbeeld een euro. De mahr wordt vastgesteld door de bruid. Het is toegestaan dat de vader van de bruidegom zijn zoon financieel bijstaat.